# Потехин, Иван Прокофьевич
Иван Прокофьевич Потехин (1826—1886) — русский врач.

## Биография
Происходил из дворян. Родился в феврале 1826 года в Ярославле. Учился в Ярославской гимназии. В 1844 году поступил на медицинский факультет Московского университета. Будучи студентом V курса, участвовал в борьбе с холерой в Кинешме. В 1849 году окончил курс со степенью лекаря и был назначен в Егерский полк. В 1857 году занял там должность старшего врача, затем был старшим врачом в 18-м и 17-м стрелковых батальонах, а в 1861 году вышел в отставку. Поселился в Тамбове, был членом местного общества врачей. 
Умер 17 (29) мая 1886 года в Тамбове.